# Champ-Laurent
Champ-Laurent là một xã thuộc tỉnh Savoie trong vùng Rhône-Alpes ở đông nam nước Pháp. Xã này nằm ở khu vực có độ cao từ 520-1337 mét trên mực nước biển.